# Macrocondyla boliviana
Macrocondyla boliviana är en tvåvingeart som beskrevs av Paramonov 1948. Macrocondyla boliviana ingår i släktet Macrocondyla och familjen svävflugor.
Artens utbredningsområde är Bolivia. Inga underarter finns listade i Catalogue of Life.